# Emilia Álvarez Mijares del Real
Emilia Álvarez Mijares del Real (Oviedo, 13 de septiembre de  1834-Madrid, 25 de junio de 1909) fue una escritora española autodidacta. Sus poemas están publicados en Revista de Asturias, La Ilustración Gallega y Asturiana o La Voz de la Caridad.

## Biografía
Su nombre completo antes de casarse era Emilia Álvarez Mijares y Vázquez, pero cambió este último apellido después de casarse, adoptando el de su esposo, el escritor Timoteo García del Real y Blanco. Tuvo dos hijas, Elena y Matilde, las dos escritoras.
Tras nacer las dos niñas, la familia se fue a vivir a la capital de España, por motivos políticos, allí la poetisa Emilia consiguió un considerable prestigio literario, además de colaborar en periódicos y revistas de la Villa y la Corte.

## Producción poética
Emilia no cursó estudios que le permitieran contar con una titulación académica, pero llevó a cabo una formación autodidacta que le permitió haber publicado, a mediados del siglo XIX, su primer poemario, que se titulaba Recuerdos y esperanzas (Oviedo, 1850), que sería su único libro publicado. Su producción poética se publicaría a partir de ese momento, al igual que los artículos que escribía, en medios de comunicación como las revistas El Álbum de la Juventud, de Oviedo; o rotativos de difusión nacional, como La Violeta (Madrid), donde publicó el poema titulado "El arrepentimiento" el 3 de abril de 1864; La Mujer Cristiana (Madrid); El Correo de la Moda (Madrid), donde publicó los poemas:"A mi hija Matilde"  en 1866, "La juventud" el 26 de mayo de 1868, "A Santa Teresa de Jesús en el tercer centenario de su muerte" el 19 de octubre de 1868, y "A un niño artista" el 26 de noviembre de 1868; El Trovador del Ebro (Zaragoza), donde publicó el 15 de noviembre de 1869 "El mendigo"; La Voz de la Caridad (Madrid) donde publicó un gran número de poemas y artículos en prosa; La Ilustración Gallega y Asturiana (Madrid) y El Álbum Ibero-Americano (Madrid).
También colaboró en obras colectivas de la segunda mitad del siglo XIX, como El romancero español contemporáneo (Madrid, 1863), el Álbum para la abolición de la esclavitud, Poesías dedicadas a S. M. Isabel II al ceder a la Nación la mayor parte de su Real Patrimonio (Madrid: Ribadeneyra, 1865) y Novísimo romancero español (Madrid: Biblioteca de la Enciclopedia Popular Ilustrada, [s.a.]).
De Emilia Mijares del Real se conserva un poema que escribió cuando abandonó Asturias.

Adiós, por siempre adiós. Ya, con un velo,

las montañas se ocultan a mi vista.

Yo he suspirado por más puro cielo,

por más feliz mansión.

¡Qué me importa que feraz y bendecida,

y de ilustres varones patria seas,

si para mí, de luto revestida,

te miro, y de afiliación!

¡Adiós, suelo natal, bosques frondosos,

que yo nunca, quizá, volveré a ver!